# Priestewitz
Priestewitz es un municipio situado en el distrito de Meißen, en el estado federado de Sajonia (Alemania), a una altitud de 145 metros. Su población a finales de 2016 era de unos 3200 habs. y su densidad poblacional, 52 hab/km².